# Сесто
Сѐсто (на италиански: Sesto; на немски: Sexten, Зекстен) е село и община в Северна Италия, автономна провинция Южен Тирол, автономен регион Трентино-Южен Тирол. Разположено е на 1310 m надморска височина. Населението на общината е 1915 души (към 2010 г.).
Общината се намира извън италианската географска област, тъй като река Сесто, която пресича селото, се влива в река Драва, приток на Дунав.

## Език
Официални общински езици са и италианският и немският. Най-голямата част от населението говори немски. В общината се говори и други романски език, ладинският.
| %     | Роден език      |
| 4,36  | Италиански език |
| 95,37 | Немски език     |
| 0,07  | Ладински език   |